# Herb gminy Sławoborze
Herb gminy Sławoborze – jeden z symboli gminy Sławoborze.

## Wygląd i symbolika
Herb przedstawia na tarczy w polu niebieskim otoczonym złotą bordiurą trzy dzwony: pionowy złoty i nad nim dwa niebieskie ze złotymi obrzeżami, skierowane do siebie.